# Mireille Darc
Mireille Darc (phát âm tiếng Pháp: [miʁɛj daʁk]; (15 tháng 5 năm 1938 - 28 tháng 8 năm 2017) là một diễn viên tài danh người Pháp.

## Danh mục phim

### Điện ảnh
- 1960: Mourir d'amour de José Bénazéraf et Dany Fog: Mariette
- 1960: Les distractions de Jacques Dupont: Maïa
- 1961: ¿Pena de muerte? de José María Forn: Lina
- 1961: La Bride sur le cou de Roger Vadim: Marie-Jeanne
- 1961: Les Nouveaux Aristocrates de Francis Rigaud: Milou Rivoire
- 1962: Virginie de Jean Boyer: Brigitte
- 1962: La Revenante de Jacques Poitrenaud (Court-métrage)
- 1962: Lettres de Provins de Jean Dasque: Voix
- 1963: Les Veinards de Philippe de Broca, Jean Girault et Jacques Pinoteau: Jacqueline
- 1963: Pouic-Pouic de Jean Girault: Patricia Monestier
- 1963: Monsieur de Jean-Paul Le Chanois: Suzanne
- 1963: Des pissenlits par la racine de Georges Lautner: Rockie La Braise
- 1964: Les Durs à cuire de Jacques Pinoteau: Josette
- 1964: La chasse à l'homme d' Édouard Molinaro: Georgina
- 1964: Les Barbouzes de Georges Lautner: Amaranthe
- 1965: Les Bons Vivants (Un Grand Seigneur) de Gilles Grangier et Georges Lautner: Marie Cruchet dite "Eloise"
- 1965: Galia de Georges Lautner: Galia
- 1966: Du rififi à Paname de Denys de La Patellière: Lili Princesse
- 1966: Zarabanda bing bing (Barbouze chérie)de José María Forqué: Polly
- 1966: Ne nous fâchons pas de Georges Lautner: Églantine Michalon
- 1966: À belles dents de Pierre Gaspard-Huit: Eva Ritter
- 1967: La Grande Sauterelle de Georges Lautner: Salene
- 1967: La Blonde de Pékin de Nicolas Gessner: Erica Olsen
- 1967: Week-end de Jean-Luc Godard: Corinne
- 1968: Fleur d'oseille de Georges Lautner: Catherine
- 1968: Summit (Un corps, une nuit) de Giorgio Bontempi
- 1969: Madly de Roger Kahane: Agatha
- 1969: Jeff de Jean Herman: Eva
- 1969: Gonflés à bloc de Ken Annakin: Marie-Claude
- 1970: Elle boit pas, elle fume pas, elle drague pas mais... elle cause ! de Michel Audiard: Francine
- 1970: Borsalino de Jacques Deray: Une prostituée
- 1971: Laisse aller, c'est une valse de Georges Lautner: Carla
- 1971: Fantasia chez les ploucs de Gérard Pirès: Caroline
- 1972: Il était une fois un flic de Georges Lautner: Christine
- 1972: Le Grand Blond avec une chaussure noire d'Yves Robert: Christine
- 1973: La Valise de Georges Lautner: Françoise
- 1973: Il n'y a pas de fumée sans feu d'André Cayatte: Olga Leroy
- 1974: OK patron de Claude Vital: Mélissa
- 1974: Les Seins de glace de Georges Lautner: Peggy Lister
- 1974: Borsalino & Co de Jacques Deray: Une prostituée dans la rue
- 1974: Dis-moi que tu m'aimes de Michel Boisrond: Victoire Danois
- 1974: Le Retour du grand blond d'Yves Robert: Christine
- 1975: Le Téléphone rose d'Édouard Molinaro: Christine
- 1976: L'Ordinateur des pompes funèbres de Gérard Pirès: Charlotte
- 1977: Les Passagers de Serge Leroy: Nicole
- 1977: L'Homme pressé d'Édouard Molinaro: Edwige
- 1977: Mort d'un pourri de Georges Lautner: Françoise
- 1978: Les Ringards de Robert Pouret: Annie Garmiche
- 1981: Pour la peau d'un flic d'Alain Delon: La Grande sauterelle
- 1982: Jamais avant le mariage de Daniel Ceccaldi: Elisabeth
- 1983: L'Été de nos 15 ans de Marcel Jullian: La cliente de l'hôtel
- 1983: Si elle dit oui... je ne dis pas non de Claude Vital: Catherine
- 1984: Réveillon chez Bob d'Édouard Molinaro: Madeleine
- 1986: La Vie dissolue de Gérard Floque de Georges Lautner: Jocelyne Domange

### Truyền hình
- 1960: L'inspecteur Leclerc enquête: Le Retour d'Hélène de Claude Barma: Georgette
- 1960: Du côté de l'enfer de Claude Barma (Téléfilm): Jane
- 1962: Hauteclaire de Jean Prat (Téléfilm): Hauteclaire Stassin
- 1964: L'été en hiver de François Chalais (Téléfilm): Diane
- 1992: Les Cœurs brûlés de Jean Sagols (Série TV): Hélène Charrière
- 1994: Les Yeux d'Hélène de Jean Sagols (Série TV): Hélène Charrière
- 1995: Laura de Jeannot Szwarc (Téléfilm): Laura
- 1996: Terre indigo de Jean Sagols (Série TV): Clélia Debarbera
- 1996: J'ai rendez-vous avec vous de Laurent Heynemann (Téléfilm): Agnès
- 1997: Sapho de Serge Moati (Téléfilm): Fanny
- 1997: Ni vue, ni connue de Pierre Lary (Téléfilm): Nicole Garrel
- 1997: L'Ami de mon fils de Marion Sarraut (Téléfilm): Louise
- 1998: La Justice de Marion de Thierry Binisti (Série TV): Marion
- 1999: Le Portrait de Pierre Lary (Téléfilm): Nicole Garrel
- 2003: Le Bleu de l'océan de Didier Albert (Série TV): Patricia Delcourt
- 2003: Frank Riva de Patrick Jamain (Série TV): Catherine Sinclair
- 2011: Le Grand Restaurant II de Gérard Pullicino (Téléfilm): La cliente qui ne veut pas vieillir

## Sân khấu

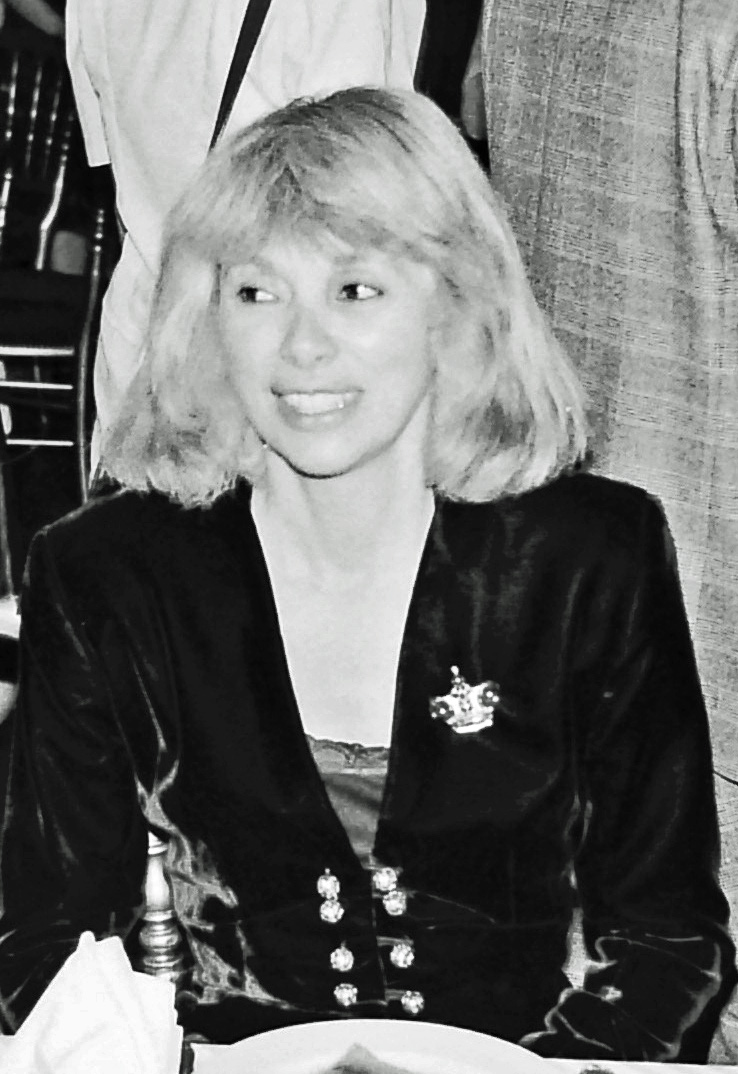
Năm 1989.

| Năm  | Kịch                                 | Tác giả             | Đạo diễn       | Nhà hát                  |
| ---- | ------------------------------------ | ------------------- | -------------- | ------------------------ |
| 2007 | Sur la route de Madison              | Robert James Waller | Anne Bourgeois | Théâtre Marigny          |
| 1984 | Chapitre II                          | Neil Simon          | Pierre Mondy   | Théâtre Edouard VII      |
| 1965 | Pieds nus dans le parc               | Neil Simon          | Pierre Mondy   | Théâtre de la Madeleine  |
| 1964 | Photo-Finish                         | Peter Ustinov       | Peter Ustinov  | Théâtre des Ambassadeurs |
| 1962 | Les Femmes aussi ont perdu la guerre | Curzio Malaparte    | Raymond Gérôme | Théâtre des Mathurins    |